# Абдразяков Абдулхак Асвянович
Абдулхак Асвянович Абдразяков (нар. 4 вересня 1915, село Стара Кулатка Хвалинського повіту Саратовської губернії, тепер Старокулаткинського району Ульяновської області, Російська Федерація — 10 січня 1984, Москва, Російська Федерація) — радянський державний діяч, голова Ради міністрів Татарської АРСР. Депутат Верховної ради Російської РФСР 5-го скликання. Депутат Верховної ради СРСР 6-го скликання. Член Центральної Ревізійної комісії КПРС у 1961—1966 роках.

## Життєпис
Народився в родині робітника. У 1934 році закінчив Мокшинський сільськогосподарський технікум.
У 1934—1935 роках — дільничний зоотехнік Чувинського районного земельного відділу Західно-Сибірського краю.
У 1935—1939 роках — зоотехнік Старо-Кулаткинського районного земельного відділу Куйбишевського краю (області).
Член ВКП(б) з 1939 року.
У 1939—1942 роках — голова виконавчого комітету Старо-Кулаткинської районної ради депутатів трудящих Куйбишевської області.
У 1942—1944 роках — 1-й секретар Старо-Кулаткинського районного комітету ВКП(б) Куйбишевської (з 1943 року — Ульяновської) області.
У 1944—1947 роках — завідувач відділу радгоспів, заступник секретаря Ульяновського обласного комітету ВКП(б).
У 1947—1948 роках — інспектор відділу кадрів сільського господарства Управління кадрів ЦК ВКП(б).
У 1948—1954 роках — інструктор сільськогосподарського відділу ЦК ВКП(б) (КПРС).
У 1953 році закінчив заочно Вищу партійну школу при КПРС.
У 1954—1959 роках — інструктор сільськогосподарського відділу ЦК КПРС по РРФСР.
У 1959 — травні 1966 року — голова Ради міністрів Татарської АРСР.
У 1966—1979 роках — заступник міністра сільського господарства Російської РФСР.
З 1979 року — персональний пенсіонер союзного значення в місті Москві.
Помер 10 січня 1984 року в Москві. Похований на Кунцевському цвинтарі Москви.

## Нагороди
- орден Трудового Червоного Прапора
- ордени
- медаль «За трудову доблесть»
- медалі